# Mošnov
Mošnov (niem. Engelswald) – gmina w Czechach, w powiecie Nowy Jiczyn, w kraju morawsko-śląskim, nad rzeką Lubiną, prawym dopływem Odry. Według danych z dnia 1 stycznia 2012 liczyła 700 mieszkańców.

## Historia
W XIV wieku na obszarze dzisiejszej wsi powstały trzy osady: morawskie Mošnov (na prawym brzegu Lubiny, pierwsza wzmianka w 1367) i Mošnovec (na lewym brzegu) oraz niemiecki Engeswald, które z czasem zrosły się w jedną miejscowość.
Miejscowość po raz pierwszy wzmiankowana w 1367.
Obecny kościół św. Małgorzaty wybudowany został w latach 1806–1807.
Według austriackiego spisu ludności z 1900 r. Mošnov miał 1029 mieszkańców, z czego większość (1023) było katolikami oraz niemieckojęzyczna (912), osób czeskojęzycznych było 116. Jako osada niemieckojęzyczna tworzyła wysunięty cypel ziemi krawarskiej, od północy (Petřvald) i zachodu (Trnávka) sąsiadowała z etnicznie czeskimi osadami, na południowym wschodzie z zamieszkałym przez Niemców Sedlnicami.